# Selaginella hispida
Selaginella hispida là một loài dương xỉ trong họ Selaginellaceae. Loài này được Willd. A. Braun ex Urb. mô tả khoa học đầu tiên năm 1925.